# Гномы в доме
«Гномы в доме» (англ. Gnome Alone) — полнометражный анимационный фильм — комедия от режиссёра Питера Лепениотиса (Реальная белка) и продюсера Джона Х. Уильямса (Шрек, Шрек 2). В центре сюжета — школьница Хлоя, которая обнаруживает, что садовые гномы в её новом доме — не те, кем кажутся.
Премьера в Греции 2 ноября 2017 года.
Мультфильм вышел в российский прокат 22 февраля 2018 года.

## Сюжет
Переезжая в старинный особняк, никто даже не подозревал, что большой дом скрывает «маленькие» тайны. Садовые гномы, живущие тут, веками защищали наш мир от злобных троггов. У людей не останется выбора — они должны будут присоединиться к великой битве…

## Роли озвучивали
- Бекки Джи — Хлоя
- Тара Стронг — Кэтрин
- Джош Пек — Лиам
- Дэвид Кокнер — Ртуть
- Оливия Холт — Бриттни
- Мэдисон Де Ла Гарза — Тиффани
- Джордж Лопес — Зук
- Ди Брэдли Бейкер — Троггс
- Карлос Алазраки
- Джим Каммингс

## Производство
Производство полнометражного анимационного фильма «Гномы в доме» началось на студии Cinesite в Монреале под руководством Питера Лепениотиса. Создатели истории, по мотивам которой был создан фильм, — Роберт Морлэнд, Джаред Мика Херман и Кайл Ньюман. Сценарий был написан Майклом Шварцем и Зиной Зафлоу. Актёрами озвучивания (оригинальной версии мультфильма) были выбраны: Бекки Джи, Тара Стронг, Джош Пек, Дэвид Кокнер, Джим Каммингс, Оливия Холт, Мэдисон Де Ла Гарза, Ди Брэдли Бейкер, Карлос Алазраки, Джордж Лопес и др. Спродюсировал комедию Джон Х. Уильямс и его компания 3QU Media,которая также профинансировала создание фильма. Компания Smith Global Media обладает правами на распространение анимационного фильма.
В России прокатчик мультфильма «Гномы в доме» — кинопрокатная компания Вольга.